# Liste der Baudenkmale in Nörten-Hardenberg
In der Liste der Baudenkmale in Nörten-Hardenberg sind alle Baudenkmale der niedersächsischen Gemeinde Nörten-Hardenberg im Landkreis Northeim aufgelistet. Der Stand der Liste ist der 1. Oktober 2021.

## Allgemein
Nörten-Hardenberg wird in der Gründungsurkunde des Petersstifts im Jahre 1055 das erste Mal erwähnt.
In den Spalten befinden sich folgende Informationen:
- Lage: die Adresse des Baudenkmales und die geographischen Koordinaten. Kartenansicht, um Koordinaten zu setzen. In der Kartenansicht sind Baudenkmale ohne Koordinaten mit einem roten Marker dargestellt und können in der Karte gesetzt werden. Baudenkmale ohne Bild sind mit einem blauen Marker gekennzeichnet, Baudenkmale mit Bild mit einem grünen Marker.
- Bezeichnung: Bezeichnung des Baudenkmales
- Beschreibung: die Beschreibung des Baudenkmales. Unter § 3 Abs. 2 NDSchG werden Einzeldenkmale und unter § 3 Abs. 3 NDSchG Gruppen baulicher Anlagen und deren Bestandteile ausgewiesen.
- ID: die Objekt-ID des Baudenkmales
- Bild: ein Bild des Baudenkmales, ggf. zusätzlich mit einem Link zu weiteren Fotos des Baudenkmals im Medienarchiv Wikimedia Commons. Wenn man auf das Kamerasymbol klickt, können Fotos zu Baudenkmalen aus dieser Liste hochgeladen werden:

## Angerstein

### Einzeldenkmale
| Lage                                     | Bezeichnung    | Beschreibung                                          | ID       | Bild |
| ---------------------------------------- | -------------- | ----------------------------------------------------- | -------- | ---- |
| Alte Straße 2 51° 37′ 0″ N, 9° 56′ 7″ O  | Wohnhaus       |                                                       | 33705683 |      |
| Bachstraße 3/5 51° 37′ 1″ N, 9° 56′ 7″ O | Doppelwohnhaus |                                                       | 33705738 |      |
| Kirchstraße 7 51° 37′ 3″ N, 9° 56′ 2″ O  | Kirche         | Die Kirche in der Mitte des Dorfes wurde 1787 erbaut. | 33705906 |      |
| Bachstraße 24 51° 37′ 0″ N, 9° 55′ 56″ O | Doppelwohnhaus |                                                       | 33705838 |      |

## Bishausen

### Gruppe: Vorwerk St. Margarethe
Die Gruppe „Vorwerk St. Margarethe“ hat die ID 33541030.

| Lage                                               | Bezeichnung | Beschreibung | ID       | Bild |
| -------------------------------------------------- | ----------- | --- | -------- | ---- |
| Vorwerk St. Margarethe 51° 38′ 12″ N, 9° 59′ 36″ O | Wohnhaus    | Das Vorwerk befindet sich etwa zwei Kilometer nordöstlich von Bishausen. Entstanden ist das Vorwerk in der zweiten Hälfte des 16. Jahrhunderts. Auf dem Gebiet des Vorwerkes befand sich wahrscheinlich der heute wüste Ort Oishausen. Das Wohnhaus und die Scheune wurden im 18. Jahrhundert errichtet. | 33706289 |      |
| Vorwerk St. Margarethe 51° 38′ 12″ N, 9° 59′ 39″ O | Scheune     | | 33706312 | BW   |

### Einzelbaudenkmale
| Lage                                          | Bezeichnung              | Beschreibung | ID       | Bild |
| --------------------------------------------- | ------------------------ | --- | -------- | ---- |
| Bevertalstraße 51 51° 37′ 58″ N, 9° 57′ 57″ O | Kirche                   | Die Kapelle wurde 1883 nach Plänen des Konsistorialbaumeisters Conrad Wilhelm Hase aus dem Jahre 1867 erbaut. Der tatsächliche Bau wurde verändert gebaut, so wurde unter anderem ein Turm mit Spitzhelm hinzugefügt. | 33706119 |      |
| Feldtorstraße 5 51° 37′ 57″ N, 9° 57′ 48″ O   | Wohn-/Wirtschaftsgebäude | Das Wohnwirtschaftsgebäude wurde um 1800 erbaut. Es ist ein zweigeschossiges, traufständiges Fachwerkhaus mit einem Krüppelwalmdach.                                                                                  | 33706189 |      |

## Elvese

### Einzelbaudenkmale
| Lage                                           | Bezeichnung | Beschreibung | ID       | Bild |
| ---------------------------------------------- | ----------- | --- | -------- | ---- |
| Großenroder Straße 51° 39′ 47″ N, 9° 56′ 42″ O | Kapelle     | Die Kapelle wurde im Kern Ende des 12. oder am Anfang des 13. Jahrhunderts erbaut. Es ist ein rechteckiger Bau mit einem Krüppelwalmdach. Die Kapelle hat keinen Turm. | 33705483 |      |

## Lütgenrode

### Gruppe: Kirchhof Lütgenrode
Die Gruppe „Kirchhof Lütgenrode“ hat die ID 33540934.

| Lage                                            | Bezeichnung    | Beschreibung | ID       | Bild |
| ----------------------------------------------- | -------------- | ------------ | -------- | ---- |
| Obere Dorfstraße 23 51° 37′ 54″ N, 9° 54′ 31″ O | Kapelle        |              | 33705604 |      |
| Obere Dorfstraße 51° 37′ 54″ N, 9° 54′ 30″ O    | Kirchhof       |              | 33705585 | BW   |
| Obere Dorfstraße 51° 37′ 55″ N, 9° 54′ 30″ O    | Kriegerdenkmal |              | 33705567 | BW   |

### Einzelbaudenkmale
| Lage                                            | Bezeichnung              | Beschreibung | ID       | Bild |
| ----------------------------------------------- | ------------------------ | ------------ | -------- | ---- |
| Untere Dorfstraße 2 51° 37′ 51″ N, 9° 54′ 43″ O | Wohn-/Wirtschaftsgebäude |              | 33705643 |      |
| Untere Dorfstraße 8 51° 37′ 51″ N, 9° 54′ 37″ O | Wohn-/Wirtschaftsgebäude |              | 33705663 | BW   |

## Nörten-Hardenberg

### Gruppe: Ortskern Nörten
Die Gruppe „Ortskern Nörten“ hat die ID 33540991.

| Lage                                      | Bezeichnung              | Beschreibung                                                              | ID       | Bild |
| ----------------------------------------- | ------------------------ | ------------------------------------------------------------------------- | -------- | ---- |
| Am Kirchhof 1 51° 38′ 3″ N, 9° 56′ 14″ O  | Wohnhaus                 |                                                                           | 33708570 |      |
| Am Kirchhof 2 51° 38′ 3″ N, 9° 56′ 14″ O  | Wohnhaus                 |                                                                           | 33708588 |      |
| Am Kirchhof 3 51° 38′ 4″ N, 9° 56′ 15″ O  | Wohnhaus                 |                                                                           | 33708606 |      |
| Am Kirchhof 4 51° 38′ 4″ N, 9° 56′ 15″ O  | Wohnhaus                 |                                                                           | 33708624 |      |
| Am Kirchhof 5 51° 38′ 4″ N, 9° 56′ 15″ O  | Wohnhaus                 |                                                                           | 33708642 |      |
| Am Kirchhof 6 51° 38′ 4″ N, 9° 56′ 15″ O  | Wohnhaus                 |                                                                           | 33708660 |      |
| Am Kirchhof 7 51° 38′ 4″ N, 9° 56′ 15″ O  | Wohnhaus                 |                                                                           | 33708678 |      |
| Am Kirchhof 8 51° 38′ 5″ N, 9° 56′ 14″ O  | Wohnhaus                 |                                                                           | 33708696 |      |
| Am Kirchhof 9 51° 38′ 5″ N, 9° 56′ 14″ O  | Wohnhaus                 |                                                                           | 33708714 |      |
| Am Kirchhof 10 51° 38′ 5″ N, 9° 56′ 14″ O | Wohnhaus                 |                                                                           | 33708732 |      |
| Am Kirchhof 11 51° 38′ 5″ N, 9° 56′ 14″ O | Wohnhaus                 |                                                                           | 33708750 |      |
| Am Kirchhof 12 51° 38′ 5″ N, 9° 56′ 14″ O | Wohnhaus                 |                                                                           | 33708768 |      |
| Am Kirchhof 13 51° 38′ 5″ N, 9° 56′ 13″ O | Wohnhaus                 |                                                                           | 33707759 |      |
| Am Kirchhof 14 51° 38′ 5″ N, 9° 56′ 13″ O | Wohnhaus                 |                                                                           | 33707781 |      |
| Am Kirchhof 16 51° 38′ 5″ N, 9° 56′ 13″ O | Wohnhaus                 |                                                                           | 33707803 |      |
| Am Kirchhof 17 51° 38′ 5″ N, 9° 56′ 12″ O | Wohnhaus                 |                                                                           | 33707821 |      |
| Am Kirchhof 18 51° 38′ 5″ N, 9° 56′ 12″ O | Wohnhaus                 |                                                                           | 33707843 |      |
| Am Kirchhof 19 51° 38′ 5″ N, 9° 56′ 12″ O | Wohnhaus                 |                                                                           | 33707861 |      |
| Am Kirchhof 20 51° 38′ 5″ N, 9° 56′ 11″ O | Wohnhaus                 |                                                                           | 33707879 |      |
| Am Kirchhof 21 51° 38′ 5″ N, 9° 56′ 10″ O | Wohnhaus                 |                                                                           | 33707897 |      |
| Am Kirchhof 22 51° 38′ 5″ N, 9° 56′ 11″ O | Wohnhaus                 |                                                                           | 33707915 |      |
| Am Kirchhof 23 51° 38′ 5″ N, 9° 56′ 11″ O | Wohnhaus                 |                                                                           | 33707933 |      |
| Am Kirchhof 24 51° 38′ 4″ N, 9° 56′ 11″ O | Wohnhaus                 |                                                                           | 33707951 |      |
| Stiftsplatz 51° 38′ 4″ N, 9° 56′ 12″ O    | Stiftskirche St. Martini | Nachdem der Vorgängerbau 1894 abgebrochen wurde, wurde der Neubau erbaut. | 33710635 |      |
| Stiftsplatz 1 51° 38′ 0″ N, 9° 56′ 12″ O  | Wohnhaus                 |                                                                           | 33710700 |      |
| Stiftsplatz 2 51° 38′ 1″ N, 9° 56′ 11″ O  | Pfarrhaus                |                                                                           | 33710739 |      |
| Stiftsplatz 3 51° 38′ 1″ N, 9° 56′ 10″ O  | Wohnhaus                 |                                                                           | 33710762 |      |
| Stiftsplatz 4 51° 38′ 2″ N, 9° 56′ 11″ O  | Wohnhaus                 | Mädchen- u. Knabenschule, ehem.                                           | 33710784 |      |
| Stiftsplatz 4 51° 38′ 3″ N, 9° 56′ 12″ O  | Bruchsteinmauer          |                                                                           | 33711385 | BW   |
| Stiftsplatz 8 51° 38′ 3″ N, 9° 56′ 13″ O  | Schule                   |                                                                           | 33710860 |      |
| Stiftsplatz 9 51° 38′ 2″ N, 9° 56′ 13″ O  | Wohnhaus                 |                                                                           | 33710883 |      |
| Stiftsplatz 10 51° 38′ 1″ N, 9° 56′ 13″ O | Wohnhaus                 |                                                                           | 33710905 |      |
| Stiftsplatz 51° 38′ 2″ N, 9° 56′ 12″ O    | Bildstock                |                                                                           | 33710660 |      |

### Gruppe: Schloß Hardenberg (Vorderhaus)
Die Gruppe „Schloß Hardenberg (Vorderhaus)“ hat die ID 33540919.

| Lage                                     | Bezeichnung              | Beschreibung                    | ID       | Bild |
| ---------------------------------------- | ------------------------ | ------------------------------- | -------- | ---- |
| Vorderhaus 51° 38′ 5″ N, 9° 56′ 42″ O    | Stall                    | Gut Hardenberg (Ochsenstall)    | 33711019 |      |
| Vorderhaus 51° 38′ 5″ N, 9° 56′ 39″ O    | Schlosserei              |                                 | 33710973 |      |
| Vorderhaus 51° 38′ 4″ N, 9° 56′ 36″ O    | Mauer                    |                                 | 33711086 |      |
| Vorderhaus 51° 38′ 3″ N, 9° 56′ 38″ O    | Stall                    | Pferdestall Gut Hardenberg      | 33710927 |      |
| Vorderhaus 2 51° 38′ 3″ N, 9° 56′ 41″ O  | Stall                    | Gut Hardenberg (Kuhstall)       | 33711214 |      |
| Vorderhaus 1b 51° 38′ 2″ N, 9° 56′ 41″ O | Waschküche               |                                 | 33711340 | BW   |
| Vorderhaus 1b 51° 38′ 2″ N, 9° 56′ 42″ O | Wohnhaus                 |                                 | 33711190 |      |
| Vorderhaus 1 51° 38′ 3″ N, 9° 56′ 46″ O  | Herrenhaus               |                                 | 33711145 |      |
| Vorderhaus 51° 38′ 4″ N, 9° 56′ 46″ O    | Torhaus                  |                                 | 33711063 |      |
| Vorderhaus 1 51° 38′ 0″ N, 9° 56′ 41″ O  | Park                     |                                 | 33711169 |      |
| Vorderhaus 51° 38′ 5″ N, 9° 56′ 50″ O    | Mauer                    |                                 | 33711086 |      |
| Vorderhaus 6 51° 38′ 9″ N, 9° 56′ 44″ O  | Wohnhaus                 | Landarbeiterhaus Gut Hardenberg | 33711256 |      |
| Vorderhaus 5 51° 38′ 7″ N, 9° 56′ 44″ O  | Wohnhaus                 | Landarbeiterhaus Gut Hardenberg | 33711237 |      |
| Vorderhaus 51° 38′ 6″ N, 9° 56′ 39″ O    | Scheune                  |                                 | 33710950 |      |
| Vorderhaus 51° 38′ 7″ N, 9° 56′ 41″ O    | Maschinenhaus/Schafstall |                                 | 33711042 |      |
| Vorderhaus 51° 38′ 6″ N, 9° 56′ 43″ O    | Reithalle/Scheune        |                                 | 33710994 |      |
| Vorderhaus 51° 38′ 7″ N, 9° 56′ 45″ O    | Wohnhaus                 |                                 | 33711275 |      |

### Gruppe: Lange Str. 29–40
Die Gruppe „Lange Str. 29 -40“ hat die ID 33540963.

| Lage                                       | Bezeichnung | Beschreibung | ID       | Bild |
| ------------------------------------------ | ----------- | ------------ | -------- | ---- |
| Lange Straße 29 51° 38′ 3″ N, 9° 56′ 15″ O | Wohnhaus    |              | 33709120 |      |
| Lange Straße 30 51° 38′ 3″ N, 9° 56′ 15″ O | Wohnhaus    |              | 33709142 |      |
| Lange Straße 31 51° 38′ 3″ N, 9° 56′ 15″ O | Wohnhaus    |              | 33709164 |      |
| Lange Straße 32 51° 38′ 4″ N, 9° 56′ 16″ O | Wohnhaus    |              | 33709187 |      |
| Lange Straße 33 51° 38′ 4″ N, 9° 56′ 15″ O | Wohnhaus    |              | 33709209 |      |
| Lange Straße 34 51° 38′ 4″ N, 9° 56′ 16″ O | Wohnhaus    |              | 33709231 |      |
| Lange Straße 35 51° 38′ 4″ N, 9° 56′ 16″ O | Wohnhaus    |              | 33709253 |      |
| Lange Straße 36 51° 38′ 5″ N, 9° 56′ 17″ O | Wohnhaus    |              | 33709275 |      |
| Lange Straße 38 51° 38′ 5″ N, 9° 56′ 17″ O | Wohnhaus    |              | 33709293 |      |
| Lange Straße 39 51° 38′ 5″ N, 9° 56′ 17″ O | Wohnhaus    |              | 33709311 |      |
| Lange Straße 40 51° 38′ 5″ N, 9° 56′ 18″ O | Wohnhaus    |              | 33709329 |      |

### Gruppe: Lange Straße 49 und 69
Die Gruppe „Lange Straße 49 und 69“ hat die ID 33540963.

| Lage                                       | Bezeichnung              | Beschreibung | ID       | Bild |
| ------------------------------------------ | ------------------------ | ------------ | -------- | ---- |
| Lange Straße 49 51° 38′ 8″ N, 9° 56′ 19″ O | Wohnhaus                 |              | 33709511 |      |
| Lange Straße 69 51° 38′ 8″ N, 9° 56′ 20″ O | Wohn-/Wirtschaftsgebäude |              | 33709550 |      |
| Lange Straße 69 51° 38′ 8″ N, 9° 56′ 21″ O | Nebengebäude             |              | 41505539 |      |
| Lange Straße 69 51° 38′ 8″ N, 9° 56′ 22″ O | Scheune                  |              | 41507290 |      |

### Gruppe: Lange Str. 106–114
Die Gruppe „Lange Str. 106-114“ hat die ID 33540977.

| Lage                                         | Bezeichnung | Beschreibung | ID       | Bild |
| -------------------------------------------- | ----------- | ------------ | -------- | ---- |
| Lange Straße 106 51° 37′ 56″ N, 9° 56′ 14″ O | Wohnhaus    |              | 33709957 |      |
| Lange Straße 107 51° 37′ 56″ N, 9° 56′ 14″ O | Wohnhaus    |              | 33709991 |      |
| Lange Straße 108 51° 37′ 56″ N, 9° 56′ 14″ O | Wohnhaus    |              | 33710025 |      |
| Lange Straße 109 51° 37′ 55″ N, 9° 56′ 14″ O | Wohnhaus    |              | 33710043 |      |
| Lange Straße 111 51° 37′ 55″ N, 9° 56′ 14″ O | Wohnhaus    |              | 33710061 |      |
| Lange Straße 112 51° 37′ 54″ N, 9° 56′ 14″ O | Wohnhaus    |              | 33710079 |      |
| Lange Straße 113 51° 37′ 54″ N, 9° 56′ 14″ O | Wohnhaus    |              | 33710097 |      |
| Lange Straße 114 51° 37′ 54″ N, 9° 56′ 14″ O | Wohnhaus    |              | 33710115 |      |

### Gruppe: Klostergut Marienstein
Die Gruppe „Klostergut Marienstein“ hat die ID 33540948.

| Lage                                    | Bezeichnung   | Beschreibung              | ID       | Bild |
| --------------------------------------- | ------------- | ------------------------- | -------- | ---- |
| Marienstein 51° 37′ 34″ N, 9° 55′ 54″ O | Kirche        | Klosterkirche Marienstein | 33710181 |      |
| Marienstein 51° 37′ 34″ N, 9° 55′ 52″ O | Wohnhaus      |                           | 33710278 |      |
| Marienstein 51° 37′ 34″ N, 9° 55′ 50″ O | Scheune       |                           | 33710408 |      |
| Marienstein 51° 37′ 33″ N, 9° 55′ 52″ O | Taubenturm    |                           | 33710301 |      |
| Marienstein 51° 37′ 31″ N, 9° 55′ 49″ O | Scheune       |                           | 33710389 |      |
| Marienstein 51° 37′ 32″ N, 9° 55′ 54″ O | Wohnhaus      |                           | 33710254 |      |
| Marienstein 51° 37′ 33″ N, 9° 55′ 56″ O | Mauer         |                           | 33710206 |      |
| Marienstein 51° 37′ 35″ N, 9° 55′ 54″ O | Grabdenkmäler |                           | 33710230 |      |

### Gruppe: Alter Friedhof Nörten
Die Gruppe „Alter Friedhof Nörten“ hat die ID 33541067.

| Lage                                 | Bezeichnung    | Beschreibung | ID       | Bild |
| ------------------------------------ | -------------- | ------------ | -------- | ---- |
| Altes Dorf 51° 38′ 7″ N, 9° 56′ 9″ O | Kapelle        |              | 33708426 |      |
| Altes Dorf 51° 38′ 6″ N, 9° 56′ 7″ O | Friedhofsmauer |              | 33708444 |      |
| Altes Dorf 51° 38′ 7″ N, 9° 56′ 8″ O | Kruzifix       |              | 33708467 |      |

### Gruppe: Jüdischer Friedhof Nörten-Hardenberg
Die Gruppe „Jüdischer Friedhof Nörten-Hardenberg“ hat die ID 33541107.

| Lage                        | Bezeichnung        | Beschreibung | ID       | Bild |
| --------------------------- | ------------------ | ------------ | -------- | ---- |
| 51° 38′ 19″ N, 9° 56′ 58″ O | Jüdischer Friedhof |              | 33711105 |      |

### Einzelbaudenkmale
| Lage                                            | Bezeichnung              | Beschreibung | ID       | Bild |
| ----------------------------------------------- | ------------------------ | --- | -------- | ---- |
| Altes Dorf 1a 51° 38′ 5″ N, 9° 56′ 7″ O         | Wohnhaus                 | | 33708552 |      |
| Am Warteturm 51° 38′ 4″ N, 9° 57′ 16″ O         | Turm                     | Die Hardenbergwarte wurde 1842 als Aussichtsturm errichtet. | 33707991 |      |
| Burgberg 51° 37′ 48″ N, 9° 56′ 56″ O            | Burg                     | Die Burg wurde gegen Ende des 11. Jahrhunderts erbaut. | 33708405 |      |
| Hindenburgplatz 51° 37′ 52″ N, 9° 56′ 14″ O     | Kriegerdenkmal           | | 33709886 |      |
| Hinterhaus 10 51° 37′ 46″ N, 9° 56′ 51″ O       | Wohnhaus                 | Mehrfamilienhaus | 33708338 |      |
| Hinterhaus 51° 37′ 46″ N, 9° 56′ 49″ O          | Torhaus                  | | 33708294 |      |
| Hinterhaus 9 51° 37′ 46″ N, 9° 56′ 51″ O        | Wohnhaus                 | Ehemaliges Gerichts- und Gefangenengebäude des Patrimonialgerichts im Gut Hinterhaus. Exponiert liegender geschlämmter Bruchsteinbau mit Werksteingliederung, erbaut Mitte des 18. Jahrhunderts. | 33708317 |      |
| Göttinger Straße 9 51° 37′ 48″ N, 9° 56′ 13″ O  | Kirche                   | | 33708196 |      |
| Göttinger Straße 25 51° 37′ 38″ N, 9° 56′ 10″ O | Wohnhaus                 | | 33708218 |      |
| Göttinger Straße 75 51° 37′ 47″ N, 9° 56′ 11″ O | Waisenhaus               | Das ehemalige Waisenhaus wurde 1732 erbaut. Die Orgel in der Kapelle ist 1974 von Martin Haspelmath restauriert worden.                                                                          | 33708255 |      |
| Lange Straße 16 51° 37′ 58″ N, 9° 56′ 14″ O     | Wohnhaus                 | | 33710115 |      |
| Lange Straße 23 51° 38′ 1″ N, 9° 56′ 15″ O      | Wohnhaus                 | | 33709031 |      |
| Lange Straße 24 51° 38′ 1″ N, 9° 56′ 15″ O      | Wohnhaus                 | | 33709051 |      |
| Lange Straße 80 51° 38′ 4″ N, 9° 56′ 18″ O      | Gasthaus                 | Ratskeller | 33709617 |      |
| Lange Straße 80 51° 38′ 4″ N, 9° 56′ 19″ O      | Anbauten                 | | 33711411 |      |
| Lange Straße 81 51° 38′ 4″ N, 9° 56′ 18″ O      | Wohnhaus                 | | 33709639 |      |
| Lange Straße 87 51° 38′ 2″ N, 9° 56′ 16″ O      | Wohnhaus                 | | 33709742 |      |
| Lange Straße 97 51° 37′ 59″ N, 9° 56′ 15″ O     | Apotheke                 | | 33709846 |      |
| Lange Straße 98 51° 37′ 59″ N, 9° 56′ 15″ O     | Wohnhaus                 | | 33709866 |      |
| Lange Straße 102 51° 37′ 58″ N, 9° 56′ 15″ O    | Wohnhaus                 | | 33709937 |      |
| Markt 6 51° 38′ 5″ N, 9° 56′ 20″ O              | Wohn-/Wirtschaftsgebäude | | 33710515 |      |
| Markt 7 51° 38′ 5″ N, 9° 56′ 20″ O              | Wohn-/Wirtschaftsgebäude | | 33710535 |      |

## Parensen

### Gruppe: Gut Parensen
Die Gruppe „Gut Parensen“ hat die ID 30898145.

| Lage                                      | Bezeichnung   | Beschreibung | ID       | Bild |
| ----------------------------------------- | ------------- | --- | -------- | ---- |
| Hauptstraße 1 51° 36′ 56″ N, 9° 54′ 26″ O | Stall         | Dreiseitige Gutsanlage mit Öffnung zur Straße. Pächterwohnhaus erbaut 1848 mit Erweiterung 1921, Fachwerkscheune erbaut 1738 in Moringen (transloziert 1750), Wirtschaftsgebäude aus Sandsteinquadern mit Inschrift „1868“ | 33706480 | BW   |
| Hauptstraße 1 51° 36′ 54″ N, 9° 54′ 25″ O | Herrenhaus    | | 33706436 |      |
| Hauptstraße 1 51° 36′ 55″ N, 9° 54′ 23″ O | Scheune       | | 33706458 | BW   |
| Hauptstraße 1 51° 36′ 55″ N, 9° 54′ 21″ O | Scheune/Stall | | 33706502 |      |

### Einzelbaudenkmale
| Lage                                           | Bezeichnung              | Beschreibung | ID       | Bild           |
| ---------------------------------------------- | ------------------------ | --- | -------- | -------------- |
| Bovender Straße 1 51° 36′ 55″ N, 9° 54′ 18″ O  | Wohn-/Wirtschaftsgebäude | | 33706400 | BW             |
| Hauptstraße 5 51° 36′ 55″ N, 9° 54′ 21″ O      | Wohn-/Wirtschaftsgebäude | | 33706540 |                |
| Hauptstraße 7 51° 36′ 55″ N, 9° 54′ 20″ O      | Wohnhaus                 | | 33706560 |                |
| Hauptstraße 11 51° 36′ 55″ N, 9° 54′ 16″ O     | Pfarrhaus                | Zweigeschossiger Fachwerkbau mit sechs Achsen unter abgewalmtem Satteldach, erbaut Anfang des 19. Jahrhunderts | 33706580 |                |
| Hinter dem Dorfe 3 51° 36′ 58″ N, 9° 54′ 18″ O | Arbeiterwohnhaus         | | 33706681 |                |
| L 555, km 4,026 51° 36′ 50″ N, 9° 54′ 38″ O    | Harstebrücke             | | 33706717 |                |
| Winkel 51° 36′ 56″ N, 9° 54′ 16″ O             | Kirche                   | Ortsbildprägende Dorfkirche mit unverputztem Westturm aus roten Sandsteinquadern, erbaut 1892 an ein gleichzeitig nach Westen erweitertes, im Kern aber älteres und wohl Ende des 18. Jahrhunderts instandgesetztes rechteckiges, schlichtes Kirchenschiff. Im Inneren zwei Tafelbilder von 1600 | 33706740 | Weitere Bilder |
| Winkel 51° 36′ 56″ N, 9° 54′ 15″ O             | Grabdenkmäler            | | 33706762 |                |

## Sudershausen

### Einzelbaudenkmale
| Lage                                         | Bezeichnung              | Beschreibung | ID       | Bild |
| -------------------------------------------- | ------------------------ | ------------ | -------- | ---- |
| Auf dem Placke 4 51° 37′ 54″ N, 10° 1′ 16″ O | Wohn-/Wirtschaftsgebäude |              | 33706917 | BW   |
| Füllgraben 51° 37′ 56″ N, 10° 1′ 16″ O       | Kirche                   |              | 33706953 |      |
| Füllgraben 51° 37′ 56″ N, 10° 1′ 15″ O       | Kriegerdenkmal           |              | 33706973 |      |
| Pfarrweg 3 51° 37′ 52″ N, 10° 1′ 18″ O       | Pfarrhaus                |              | 33706992 | BW   |

## Wolbrechtshausen

### Gruppe: Dorfstraße 3, 5
Die Gruppe „Dorfstraße 3, 5“ hat die ID 33541094.

| Lage                                    | Bezeichnung | Beschreibung | ID       | Bild |
| --------------------------------------- | ----------- | ------------ | -------- | ---- |
| Dorfstraße 5 51° 38′ 2″ N, 9° 53′ 15″ O | Wohnhaus    |              | 33707219 |      |

### Gruppe: Feuergasse 2
Die Gruppe „Feuergasse 2“ hat die ID 33541054.

| Lage                                   | Bezeichnung | Beschreibung | ID       | Bild |
| -------------------------------------- | ----------- | ------------ | -------- | ---- |
| Feuergasse 2 51° 38′ 0″ N, 9° 53′ 6″ O | Wohnhaus    |              | 33707401 |      |
| 51° 38′ 0″ N, 9° 53′ 7″ O              | Scheune     |              | 33707423 |      |

### Gruppe: Ehem. Mühlenhof Mühlenweg 2
Die Gruppe „Ehem. Mühlenhof Mühlenweg 2“ hat die ID 33541041.

| Lage                                   | Bezeichnung     | Beschreibung | ID       | Bild |
| -------------------------------------- | --------------- | ------------ | -------- | ---- |
| Mühlenweg 2 51° 38′ 9″ N, 9° 53′ 7″ O  | Mühle/Wohnhaus  |              | 33707563 |      |
| Mühlenweg 51° 38′ 9″ N, 9° 53′ 6″ O    | Wasserführung   |              | 33707529 |      |
| Mühlenweg 2 51° 38′ 8″ N, 9° 53′ 6″ O  | Stall           |              | 33707626 | BW   |
| Mühlenweg 2 51° 38′ 8″ N, 9° 53′ 5″ O  | Scheune/Stall   |              | 33707588 | BW   |
| Mühlenweg 2 51° 38′ 10″ N, 9° 53′ 7″ O | Remise/Speicher |              | 33707606 |      |
| Mühlenweg 2 51° 38′ 9″ N, 9° 53′ 8″ O  | Scheune         |              | 33707644 | BW   |

### Einzelbaudenkmale
| Lage                                     | Bezeichnung              | Beschreibung | ID       | Bild |
| ---------------------------------------- | ------------------------ | ------------ | -------- | ---- |
| Am Thie 51° 37′ 58″ N, 9° 53′ 4″ O       | Tie                      |              | 33707028 |      |
| Dorfstraße 51° 38′ 5″ N, 9° 53′ 16″ O    | Brücke                   |              | 33707085 |      |
| Dorfstraße 51° 37′ 57″ N, 9° 53′ 5″ O    | Kapelle                  |              | 33707065 |      |
| Dorfstraße 7 51° 37′ 59″ N, 9° 53′ 11″ O | Wohnhaus                 |              | 33707241 |      |
| Dorfstraße 21 51° 38′ 1″ N, 9° 52′ 54″ O | Wohnhaus                 |              | 33707293 | BW   |
| Dorfstraße 30 51° 38′ 1″ N, 9° 52′ 55″ O | Wohn-/Wirtschaftsgebäude |              | 33707313 | BW   |
| Espoldeweg 9 51° 38′ 7″ N, 9° 53′ 4″ O   | Wohn-/Wirtschaftsgebäude |              | 33707349 |      |
| Feuergasse 4 51° 38′ 2″ N, 9° 53′ 6″ O   | Wohnhaus                 |              | 33707441 |      |
| Hottenbühl 4 51° 38′ 0″ N, 9° 53′ 14″ O  | Wohnhaus                 |              | 33707509 |      |
| Neustadt 8 51° 37′ 56″ N, 9° 53′ 13″ O   | Wohn-/Wirtschaftsgebäude |              | 33707662 |      |